# Forel (Lavaux)
Forel (Lavaux) es una comuna suiza del cantón de Vaud, situada en el distrito de Lavaux-Oron. Limita al norte con las comunas de Servion, Essertes y Oron, al este con Puidoux, al sur con Bourg-en-Lavaux, y al oeste con Savigny. 
La comuna hizo parte hasta el 31 de diciembre de 2007 del distrito de Lavaux, círculo de Cully.

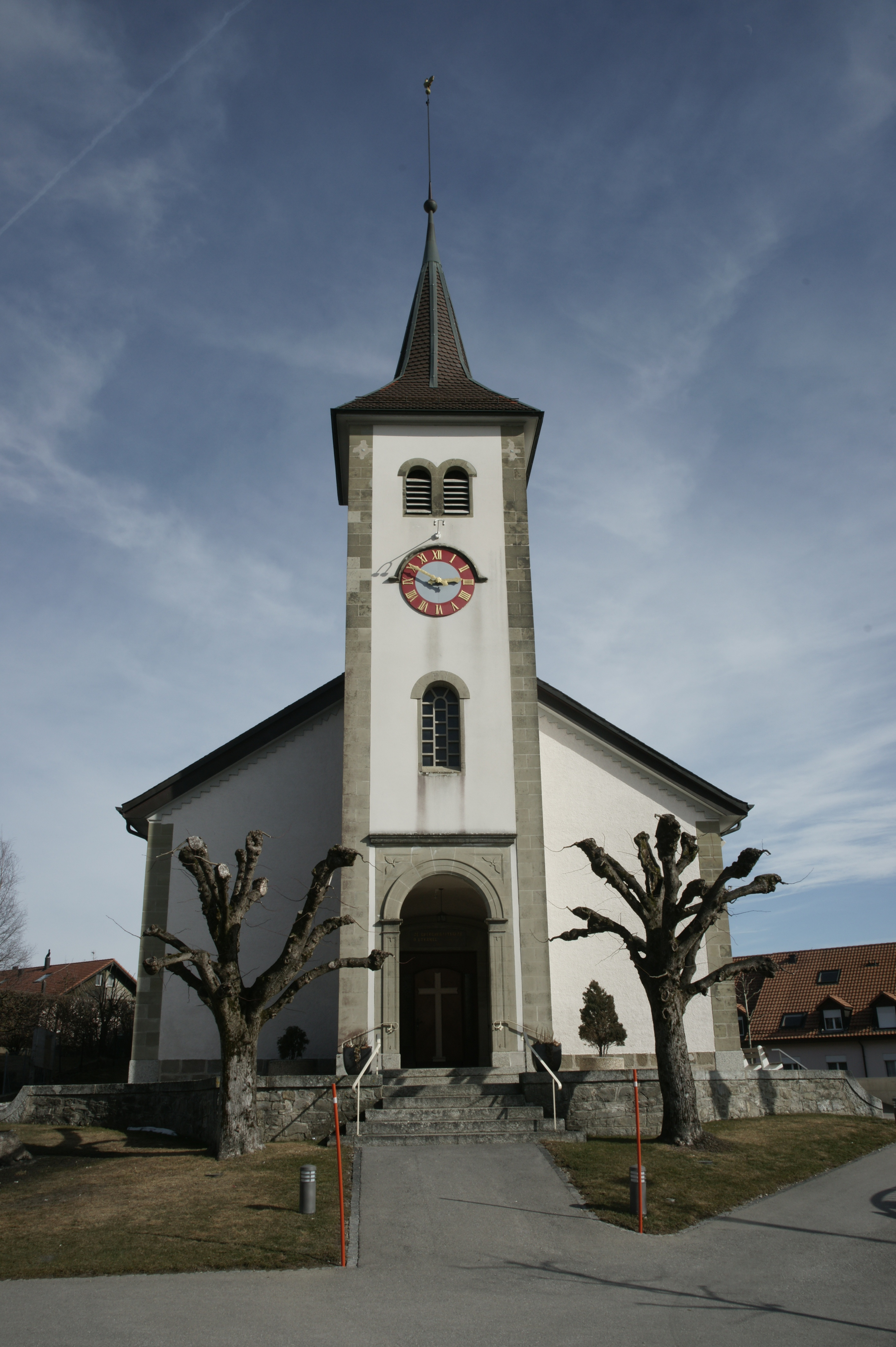
Iglesia de Forel (Lavaux).